# NGC 7200
NGC 7200 ist eine elliptische Galaxie vom Hubble-Typ E3 im Sternbild Indianer am Südsternhimmel. Sie ist schätzungsweise 128 Millionen Lichtjahre von der Milchstraße entfernt und hat einen Durchmesser von etwa 45.000 Lj. Die Entfernungsmessungen basierend auf den Radialgeschwindigkeiten stimmen nicht mit den rotverschiebungsunabhängigen Entfernungsschätzungen von 179 ± 78 Millionen Lichtjahren überein.

Im selben Himmelsareal befindet sich u. a. die Galaxie NGC 7196.
Das Objekt wurde am 30. September 1834 von John Herschel entdeckt.